# Nadia Hilou
Nadia Hilou (in arabo ناديا حلو‎?; Giaffa, 5 luglio 1953 – Giaffa, 27 febbraio 2015) è stata una politica palestinese con cittadinanza israeliana, seconda donna araba a ottenere un seggio nella Knesset e prima donna cristiana..

## Biografia
La Hilou è nata a Giaffa da genitori arabi cristiani. Ha studiato all'Università di Tel Aviv dove si è laureata in scienze sociali nel 1976. Negli anni '90 ha fatto parte di varie organizzazioni per lo status delle donne, e nel 2002 è diventata la portavoce del movimento femminista Na'amat, legato al partito laburista.
La Hilou è entrata in politica nel 1995, in seguito all'Assassinio di Yitzhak Rabin. Si è unita al partito laburista, candidandosi nel 1996 e nel 1999, fallendo in entrambi i casi; in queste occasioni fu criticata da altri deputati arabi per non essersi unita a partiti come il Balad. Tuttavia, alle elezioni del 2006, è arrivata al 15º posto su 19 seggi vinti dai laburisti, rimanendo in carica fino al 2009.
Nel 2013 ha pubblicato la sua autobiografia, Poretzet HaDerekh MiAjami (La Pioniera di Ajami).
La Hilou è morta a Giaffa, nella chiesa di S. Antonio, nel febbraio 2015 dopo una lunga malattia.

## Attività politica
La Hilou, durante la sua carriera, si è fatta notare per aver partecipato a molte iniziative sociali, per aiutare le classi e i gruppi meno agiati del paese.

### Diritti dei bambini
La Hilou è stata portavoce della commissione per i diritti dei bambini, e nel 2007 ha sponsorizzato una legge contro il cybersesso coi minori.

### Diritti delle donne e degli arabi
Oltre ad aver fatto parte di numerose organizzazioni femministe, ha fondato Manara, una fondazione che aiuta lo sviluppo socioeconomico delle donne arabe israeliane.
Nel 2007 si è lamentata del trattamento "umiliante" subito dalla sua famiglia da parte della sicurezza all'Aeroporto di Ben-Gurion, tanto che scrisse una lettera di protesta all'allora primo ministro Ehud Olmert.
Negli ultimi anni ha servito come ricercatrice per l'Istituto per gli Studi sulla Sicurezza Nazionale, specializzandosi in tematiche legate alla popolazione araba..

## Vita privata
La Hilou, alla sua morte, ha lasciato un marito e 4 figlie: Natali, Cristina, Rola e Rena.